# Acura CSX
Acura CSX – samochód osobowy klasy kompaktowej produkowany przez japoński koncern motoryzacyjny Honda Motor Company pod amerykańską marką Acura w latach 2005 - 2011. Auto konstrukcyjnie oparte jest na ósmej generacji Hondy Civic. 

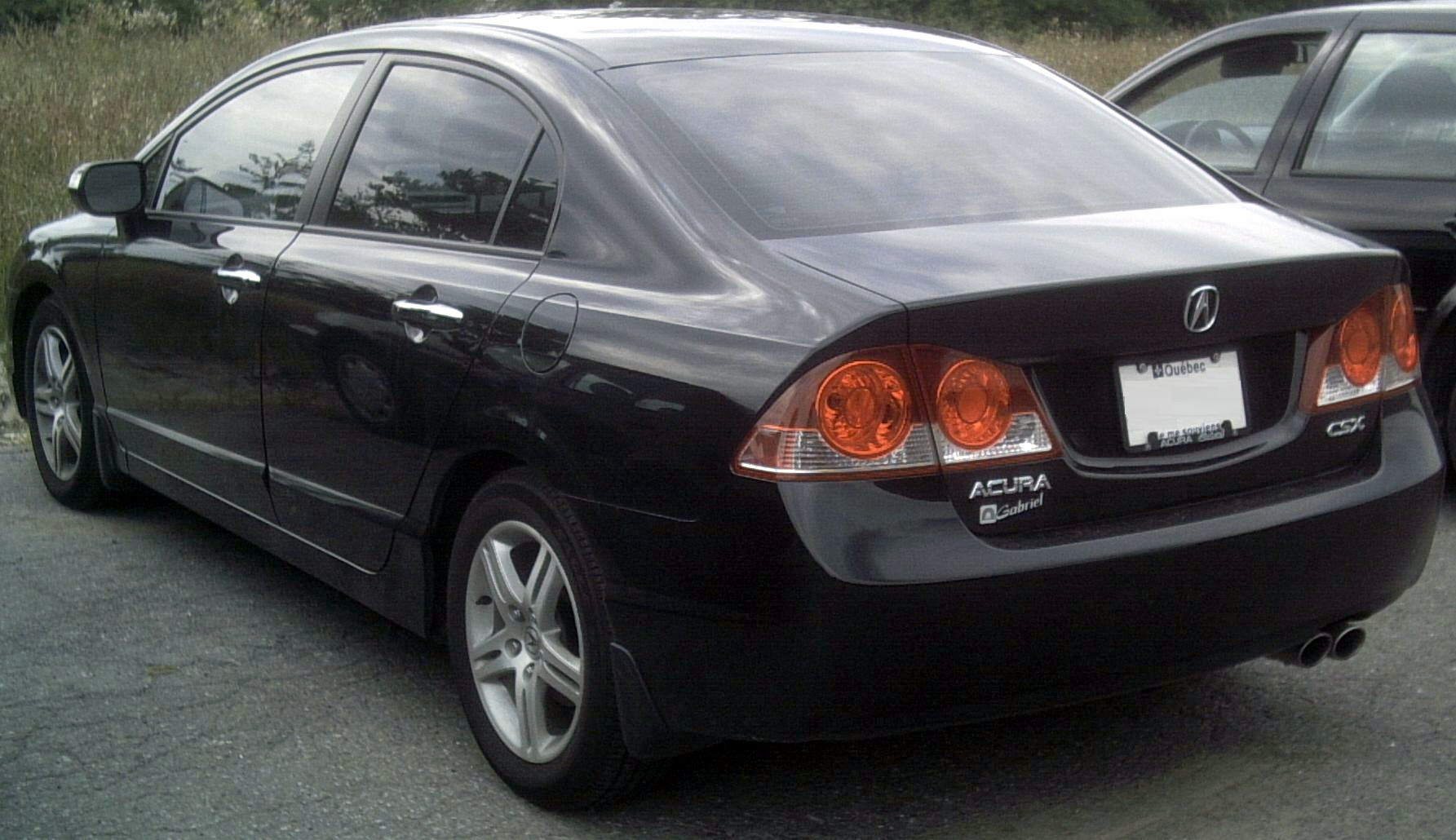
Tył Acury CSX w wersji Type-S

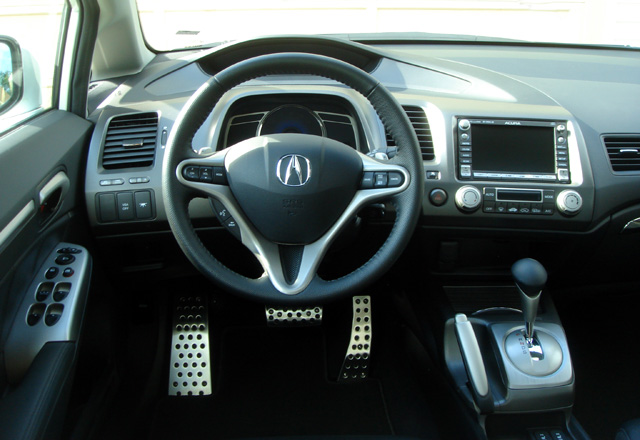
Wnętrze

W 2006 roku auto zdobyło tytuł Canadian Car of the Year.

## Silniki
| CSX        | R4 2.0 l (1998 cm³), DOHC                       | wtrysk Honda PGM-Fi | 9,6:1 | 86,00 mm × 86,00 mm | 157 KM (115,6 kW) przy 6000 obr./min | 191 N•m przy 4500 obr./min |
| CSX Type-S | R4 2,0 l (1998 cm³), 4 zawory na cylinder, DOHC | wtrysk Honda PGM-Fi | 11:1  | 86,00 mm × 86,00 mm | 200 KM (147 kW) przy 7600 obr./min   | 196 N•m przy 5600 obr./min |